# Rollandia rolland
Rollandia rolland là một loài chim trong họ Podicipedidae.